# 演化
進化，又稱演化，舊譯天演（英語：evolution），指的是生物的可遺傳性狀在世代間的改變，操作定義是種群內基因頻率的改變。基因在繁殖過程中，會經複製並傳遞到子代。而基因的突变可使性狀改變，進而造成個體之間的遺傳變異。新性狀又會因為物種迁徙或是物種之間的水基因轉移，而隨著基因在族群中傳遞。當這些遺傳變異受到非隨機的自然选择或隨機的遺傳漂變影響，而在族群中變得較為普遍或稀有時，就是演化。演化會引起生物各個層次的多樣性，包括物種、生物個體和分子。
地球上所有生命的共同起源，約35-38億年前出現，稱為最後共同祖先。之後新物種（物種形成）、種內的變化（前進演化）和物種的消失（絕種）在整個地球的生命史不斷發生。據估計，曾經生活在地球上的物種99％以上已經滅絕。地球目前的物種估計有1000萬至1400萬。其中約120萬已被記錄。
以自然選擇為基礎的演化理論，最早是由查爾斯·達爾文與亞爾佛德·羅素·華萊士所提出，詳細闡述出現在達爾文出版於1859年的《物種起源》。1930年代，達爾文自然選擇與孟德爾遺傳合而為一，形成了現代綜合理論。連結了演化的「單位」（基因）與演化的「機制」（自然選擇）。這種有力的解釋以及具預測性的理論成為現代生物學的中心原則，使地球上的生物多樣性得以作統一的解釋。
自然選擇能使有利於生存與繁殖的遺傳性狀變得更為普遍，並使有害的性狀變得更稀有。這是因為帶有較有利性狀的個體，能將相同的性狀轉移到更多的後代。經過了許多世代之後，性狀產生了連續、微小且隨機的變化，自然選擇則挑出了最適合所處環境的變異，使適應得以發生。相對而言，遺傳漂變會使性狀在族群中的所佔比例產生一些隨機的變化，來自一些使個體能夠成功繁殖的偶然因素。此外，定向演化、進化主義、與生俱來的「進步」傾向中沒有最大規模的演化趨勢等關於演化原有的概念，已經變得過時。科學家們繼續提出和測試假說，以研究演化生物学的不同範疇，建構數學及理論生物學和生物學理論，使用觀測得來的數據，並在生境和實驗室進行實驗。
在實際應用方面，演化論已經應用到眾多科學和工業領域，包括農業、人类、兽医学和生命科學的發展。進化生物學的發現不只是影響生物學，而且對其他學科有不少影響，包括生物人類學、演化心理學。一个人工智能的分支，进化计算，是以達爾文的概念應用於計算機科學的結果。
生物學家保羅·扎卡里·邁爾斯強調，現今我们已經擁有大量書籍和研究，例如PubMed數據庫中大約有150,000篇關放進演化論的初級研究文章，說明絕大多數生物學家支持進化；他還利用NCSE發表了反對支持科學神創论的聲明，反駁安·庫爾特認為進化論沒有任何證據支持的言論。
美國國家科學教師協會認為進化是一個主要的統一科學概念。一項在1991年所作的蓋洛普民調顯示，有大約55%的科學家（包括生物學領域以外的其他科學家）相信自然進化，認為上帝並沒有參與其中，調查結果亦顯示至少有40%的科學家相信神導演化論
。美國臨床研究學會出版的《JCI：臨床研究雜誌》中的《捍衛科學教育對抗智能設計：行動號召》指出，在美國的學校裡政治凌駕了科學教育，必須讓科學教育回到科學即進化論的本身，並認為神創論是偽科學且與進化論是對立的。

## 名詞起源

### 英語
英文中的一词，起源於拉丁文的，原本的意思是将一个卷在一起的东西打开，當今的解釋是在地球歷史上，不同種類的生物怎樣從早期的形式發展出來的一個過程。當代英語字典也有「發展」、「從經歷中獲取」之義。
在《物種起源》最初的版本中沒有出現「Evolution」這個詞，達爾文用「經過改變的繼承」（descent with modification）、「改變過程」（process of modification）或是「物種改變的原理」（doctrine of the modification of species）等。他曾在《物種起源》第7章中說，天擇的最後結果，包括了生物體的進步（advance）及退步（retrogression）兩種現象」，而總括來說，從地球有生物開始，是進步或退步的問題放在第10章討論，結論是現有的生物都是經過長時間的進步，到某程度而沒有違反天擇的，發展便停留下來。只有在全書的最後一句以「evolved」這個字結尾：
There is grandeur in this view of life, with its several powers, having been originally breathed into a few forms or into one; and that, whilst this planet has gone cycling on according to the fixed law of gravity, from so simple a beginning endless forms most beautiful and most wonderful have been, and are being, evolved.
但至第六版本中達爾文用了“Evolution”這個字多次，還很直接明顯地稱他的理論為“Theory of evolution”。

### 不同的翻译
物種起源的第一本中文版由馬君武翻譯，與較早期的日语版本同用現在通行的“進化”一詞，有學者認爲來源是和製漢語。早於達爾文逝世不久，中文上用「進化論」是一致的，例如孫中山曾在著作中盛讚該論。除了台灣之外，「進化」一詞沿用至今。台灣的學者、政府機構、教科書等也仍有沿用「進化論」。
近年台湾教育部更改課本，以「演化論」代替。根據台灣教育部所編輯的辭典，「進化」定義為生物由低級到高級、由簡單到複雜的發展過程，並將「退化」定義為進化的反義詞。而「演化」則定義為生物物種為了因應時空的嬗變，而在形態和與行為上與遠祖有所差異的現象。
北京大学生命科学学院教授张昀赞同“evolution一词出现在生物学中时译为进化，在其他学科中时译为演化”的观点（这也是被中国学术界基本公认并采纳的），他在《生物进化》一书中写道：
进化一词早已被我国生物学界接受和广泛应用。如前所述，进化中的“进”字不能简单地理解为进步，更不是“退化”的反义词，它是指某种有趋势的变化（例如复杂性和有序性增长的趋势，适应生存环境的趋势），有别于无向的、循环往复的变化。而演化一词作为广义的概念近来越来越多地应用于非生物学领域（例如在天文学和地质学中），成为一个常用的（有时是滥用的）词。

## 歷史
早在古希臘時代，類似演化的思想已經出現，例如前蘇格拉底哲學家阿那克西曼德及恩培多克勒認為一種生物可以源於另一種生物。這種思想一直延續到羅馬時代，繼恩培多克勒之後，盧克萊修在他的作品《物性論》中也提及類似演化的思想。相對於這些唯物主義的思想，亞里士多德了解不僅是活的東西，對一切自然的東西而言，演化是對不同的自然可能性的一種不完美實現，如理型、理念、物种。這是他理解大自然目的論的一部分：一切事物都在神聖的宇宙秩序中發揮預期作用。在中世紀，這種思想的變體成為標準理解和被納入基督教的知識，但亞里士多德沒有要求生物體總是對應形而上一對一的形式和沒有就新生物的産生給出具體例子
。
除了古代哲學家的思想外，一些古代神話中，也有人起源於動物的說法，像是西藏一些地區的神話傳說中，就有獼猴逐漸變成人類、人類起源自獼猴的說法
在17世紀，現代科學的新方法反對亞里士多德的說法，它要求對自然現象的解釋在對所有看得見的事物上，其遵從的物理定律要相同，但這並沒有要求任何固定的自然属类或神聖的宇宙秩序需要存在。然而，這種新方法是在生物科學上緩慢紮根。约翰·雷，首次把更概括的術語「種」(species)應用於植物和動物種類上，但他嚴格地標識每類活著的東西為一種物種，建議每一個物種可以由一代延續一代的自身特點來定義。他認為這些物種是上帝設計的，但表現出局部條件的差異。在卡爾·林奈於1735年引入的生物分類中，其明確承認種關係的分層特性，但根據「上帝的計劃」物種仍被視為不變。
同期的其他博物學家根據自然規律，推斷出物種会隨時間演變。1751年，皮埃爾·莫佩爾蒂寫道透过繁殖和多代累積的自然變更，会產生新的物種。喬治-路易·勒克萊爾，布豐伯爵認為物種可以蛻化成不同的生物，伊拉斯謨斯·達爾文則提出所有恆溫動物可能是單一微生物的後裔。1809年，拉马克提出第一個全面的進化機制，其猜想自然發生在具有固定的漸進趨勢的平行世系中不斷地把簡單的生命變為更複雜的生命，並推測在局部的層面，下一代会通過遺傳他們父母用進廢退的器官以適應環境。（後一方法後來被稱為拉馬克主義。）這些想法受博物學家譴責，因為這些推測缺乏實證支持。尤其喬治·居維葉堅持認為種是不相關的並不變，它們的相似只是反映了上帝為了其功能需求的設計。英國牧師威廉·佩利把林奈的思想在《自然神学》中進一步發展，其中提出複雜的適應度是上帝所設計，這亦是查爾斯·達爾文推崇的證據。
自然選擇理論是一个關鍵理念把不變類型學或生物類型的概念打破，這是達爾文部分受到馬爾薩斯的《人口論》影響而建立的理論，達爾文指出，人口增長會導致「生存鬥爭」，有利的變化佔了上風，其他的則死去。每代中，很多子女因有限的資源而在達至生殖年齡前無法生存，這可以解釋共同祖先透过自然法則以同樣方式對待所有有機體演化而來的植物和動物的多樣性。從1838年起，達爾文逐步建立了他的「自然選擇」理論，在1858年，當華萊士給他發了一封理論幾乎相同的信時，他正在編寫關於這个議題的「著作」。他們倆的共同論文「论物种形成变种的倾向；以及论这些变种和物种经由自然选择之手段而得以延续的方式」在1858年的倫敦林奈學會上發表。在1859年年底，達爾文關於其「理論」的出版物《物種起源》詳細解釋自然選擇及其機制，造成日後漸為人接受的進化概念。托马斯·亨利·赫胥黎把達爾文的思想應用至人類，並利用古生物學和比較解剖學，去證明人類和類人猿有著共同的祖先。有些人對這種思想感到不安，因為它暗示人類在宇宙中並沒有特殊的地位。
生殖遺傳和新性狀起源的確切機制仍然是個謎，為此達爾文曾提出他的臨時學說泛生論。1865年，孟德爾遺傳性狀是在可預測的方式，通過元素的自由組合(孟德爾第二法則)和分離遺傳(該元素後來被稱為基因)，孟德爾遺傳定律最終取代大部分達爾文的泛生學說。奧古斯特·魏斯曼提出產生可產生配子的生殖细胞(如精子和卵子細胞)和身體的體細胞之間的重要區別，這表明遺傳只經生殖細胞系發生。许霍·德弗里斯把達爾文的泛生論連接至魏斯曼的發現並提出達爾文的泛生論應集中於細胞核，他表示細胞核可以移動到細胞質去改變細胞結構。德弗里斯也是令孟德爾的研究知名的研究人員之一，認為孟德爾性狀對應於沿種系的遺傳變異傳遞。為了解釋新變種如何起源，德弗里斯制定了一個突變理論，導致與德弗里斯同陣的生物統計學派及達爾文的進化論出現暫時性裂痕。20世紀30年代，群体遺傳學領域的先驅如羅納德·費雪、生物學家休厄尔·赖特與约翰·伯顿·桑德森·霍尔丹把演化建基於健全的統計學理念上，因此，達爾文的學說、基因突變和孟德尔定律之間的偽矛盾被調和。
進化論是近代西方思想較早引介到中國，發生絕大影響；中國人逐漸相信，進化是宇宙之鐵則；社會達爾文主義伴隨而來，人們對進化論了解片面，辯證法思想豐富人們觀念內容和符合實際發展:2。
在20世紀20年代至30年代，現代演化綜論把自然選擇、基因突變理論、孟德爾遺傳定律連結起來，形成普遍適用於生物學任何分支的統一理論。現代演化綜論能夠通過古生物的過渡化石，以至在發育生物學中的複雜細胞機制，解釋在種群的不同物種所觀察到的模式。由詹姆斯·沃森和弗朗西斯·克里克在1953年公佈的脱氧核糖核酸結構展示了遺傳的物理機制。分子生物學提高了我們對基因型和表現型之間的關係的理解。進展也在譜系系統分類學中體現，在對比中繪製過渡的性狀、经發佈的可測試框架、和使用演化樹。1973年，演化生物學家費奧多西·多布然斯基在一篇文章寫下「生物學的一切都沒有道理，除非放在演化的光芒之下」，因為它令起初似乎不連貫的自然歷史聯繫起來，轉化成連貫的知識體系，形容並預測許多关於在這個星球上的生命所觀察到的事實。
此後，現代演化綜論得到了進一步的擴展，至解釋完整橫跨生物層級及綜合範圍的生物現象：從基因至物種。此擴展，如演化發育生物學，或簡稱為演化發生學，強調世代之間的變化（進化）是如何影響生物個體的模式。

## 原理
當個體之間存在差異，這些差異可以遺傳，而且有些機制在改變這些差異在族群中的頻率，那麼族群就會演化。

### 差異
個體間的差異最終都是來自突變。重組和遷徙也是帶來差異的重要機制。

#### 突變
突變是指遺傳的物質發生改變。广义的突变包括染色體變异（分為染色體數目和結構變異）和基因突变。不過一般所說的突變，是核酸序列的改變，也就是基因突变。基因突變是產生遺傳變異的最根本原因，細胞中的遺傳物質（通常是脱氧核糖核酸或核糖核酸）能夠經由許多方式改變，例如細胞分裂時的複製錯誤、放射線的照射、化學物質的影響或是病毒感染。多細胞生物的基因突變，可依照發生的細胞種類分為兩種。生殖細胞突變能夠遺傳到下一代；體細胞突變則通常限制在個體中。
基因突變可能對個體有害，也可能對個體有益，或是兩者兼具。有害的隱性基因因為不會出現症狀而被保留，當這些隱性基因配成對時，就可能使個體得到病變或是死亡。有一些基因雖然可能會造成病變，但是也可以使個體具有某些優勢，例如帶有一個鐮刀型紅血球疾病基因的人，對瘧疾更有抵抗力。
對生物個體無益也無害的突變稱為中性突變，在族群中的出現頻率主要受到突變機率影響。由於這些突變不影響個體的生存機會，因此大多數物種的基因組在沒有天擇的狀況下，依然會有穩定數量的中性突變不斷發生。單一鹼基對的變換稱為點突變，當一個或多個鹼基對插入或是刪除時，通常會使基因失去作用。
轉座子是生物的基因組片段，並且在基因組的演化上扮演重要角色。它們能夠移動並插入基因組中，或是取代原有的基因，產生演化上的變異和多樣性。DNA複製也被認為每百萬年間，会在動物的基因組中產生數十到數百的新基因。

#### 重組
在無性生殖的過程中，染色體上的任何一對等位基因都會一起遺傳到下一代。但是對於行有性生殖的物種而言，親代同源染色體中的等位基因，在製造生殖細胞的減數分裂過程中，會發生基因重組。這是一種不同的脱氧核糖核酸段落斷裂並重新組合的過程。
原核生物之間能夠透過接合等方式，直接交換彼此的基因，因此重組在原核生物中也比較常見。而較複雜的動物與植物，則通常是在製造生殖細胞的減數分裂時期，因為染色體的互換而發生重組。減數分裂重組的發生頻率較低，而且排列位置較接近的等位基因，也較不易交換。因此可以由等位基因的重組率計算出基因的相對位置。
此外有性生殖中的孟德爾遺傳規則，能夠使有害的突變被清除，有益的突變被保留。且因為具有這種清除有害突變效果，因此當一個等位基因無法進行基因重組的時候（例如孤立的Y染色體），便因為有害突變逐漸累積，而使族群的有效種群大小縮減，這種現象稱為希爾—羅伯森效應）。若是染色體逐漸退化，則稱為繆勒氏齒輪，這種現象比較容易出現在無性生殖的生物中。

#### 差異的維持
如果一個族群中的每個個體都一模一樣，演化就無法發生。如何維持差異是一個重要的課題。如果突變率夠高，差異自然可以維持，但是在這種情況下也會因為遺傳的信度不高，造成族群無法無法適應，而且實際上大多數基因的突變率都很低。
維持這些變異的一個重要機制是孟德爾的研究確立的顆粒遺傳，也就是說一個有紅花和白花的族群不會因為長時間的繁殖全部變成一樣色調的粉紅花。
另一個困難是如何避免天擇太有效率而把所有稍微不適應的生物都消除。目前已知能維持差異存在的機制包括和頻率呈負相關的適應度（negative frequency-dependent fitness）、因時間或空間不同而改變方向的天擇、透過性狀可塑性而隱藏起來的變異（cryptic variation）等等。

### 遺傳

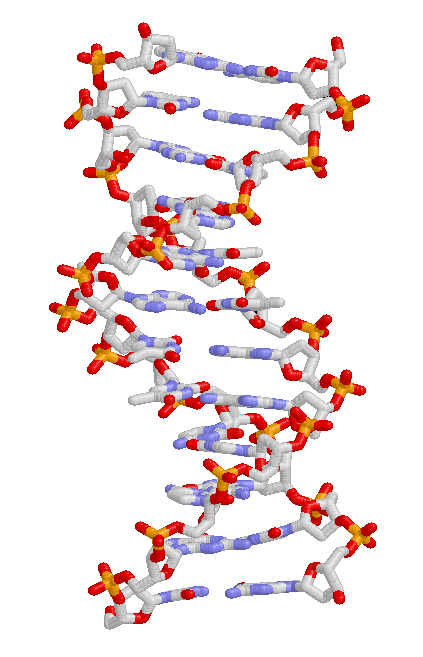
DNA結構，鹼基位於中心，外側環繞著由磷酸根與糖類所形成的雙螺旋。

生物的性狀可以透過基因或其他機制遺傳。以人類為例，眼睛色彩是一個是一項特徵，可遺傳自父母的其中一個。遺傳性狀是由基因所控制，而在生物個體基因組中完整的一套基因，則成為基因型。
完整的一套可觀察性狀，可形成生物的構造或是行為，稱為表現型。這些性狀來自基因型與環境的交互作用。因此生物體的表現型並非完全來自遺傳，例如皮膚的曬黑情況，是決定於個人的基因型與陽光的照射。每個人之所以對陽光有不同的反應，是因為基因型的差異，較顯著的例子是擁有白化性狀的個體，這類個體不會曬黑，且相當容易曬傷。
基因是DNA分子中一些含有遺傳訊息的區域，DNA則是含有四種鹼基的長鏈分子。不同的基因具有不同的鹼基序列，這些序列以編碼形式形成遺傳訊息。細胞裡的DNA長鏈會與蛋白質聚集形成一種生為染色體的構造，染色體上的特定位置，則稱作基因座。有時基因座上的序列在不同個體之間有所差異，這些各式各樣變化型態稱為等位基因。突變可使基因序列改變，產生新的等位基因。當突變發生虞基因時，新形成的等位基因可能會影響此基因所控制的性狀，使表現型改變。不過單一等位基因對應單一性狀的情形較少，多數的性狀更為複雜，而且是由許多進行交互作用的基因來控制。
最近的研究結果證實，遺傳變化的重要例子不能被DNA的核苷酸序列改變來解釋。此類現象被分類為表觀遺傳系統。DNA甲基化産生染色質，自我持續的代謝循環，通過RNA干擾導致基因表達沉默，蛋白質的三維構象(如朊毒體)的一些區域在部分个体中曾發現表觀遺傳系統。
遺傳變異一方面經由生殖而傳遞到下一個世代（被称为垂直基因转移），另一方面也可以透過水平基因轉移，在物種之內或是物種之間傳遞。尤其是細菌經常使用這種方式交換基因，最近的研究更發現可能有跨物種的水平基因轉移存在。基因流則是指基因在生物個體之間轉移。
基因型（遺傳因子）是產生表現型（外在表現）的根本。而表現型本身也擁有表型可塑性，能夠在基因型未改變的狀況下有所變化，並且能夠遺傳到下一世代。除了基因本身的改變，染色體的重新排列雖然不能改變基因，但是能夠產生生殖隔離，並使新物種形成。

#### 水平基因轉移
水平基因轉移，是個體將遺傳物質傳遞到其他非本身後代個體的過程。這種機制使遺傳物質得以在無直系關係的個體之間產生基因流。
水平基因轉移也可以經由抗原轉移、基因重配與雜交反應等現象觀察。病毒能夠透過轉導作用在物種間傳遞基因。細菌則能夠與死亡的細菌合體、經由轉化（transformation），以及與活細菌進行接合（conjugation），而獲得新的基因。而新的基因則能夠以質體的形式，加入宿主細菌的基因組中。雜交的現象在植物中最顯著，此外目前已知還有10種以上的鳥類物種能夠雜交。另外在哺乳動物與昆蟲中，也有雜交的例子，只是通常雜交後代不具有生殖能力。也是細菌傳遞抗藥性的方式之一，而且有些發現表明是原核生物與真核生物的演化重要機制。
由於的存在，使種系發生學更加複雜，也使早期物種的演化過程出現一種隱藏關係（metaphor）。遺傳資訊在生殖作用之外，也能在物種之間傳遞。這使科學家必須在解釋演化關係的時候，表達出物種的隱藏關係，並且將不同的演化歷程組合。

### 改變頻率
有五種機制可以改變族群中各種性狀的頻率：天擇、性擇、漂變、突變、遷徙。如果沒有這些機制，則族群處在哈溫平衡，不會演化。

#### 選擇

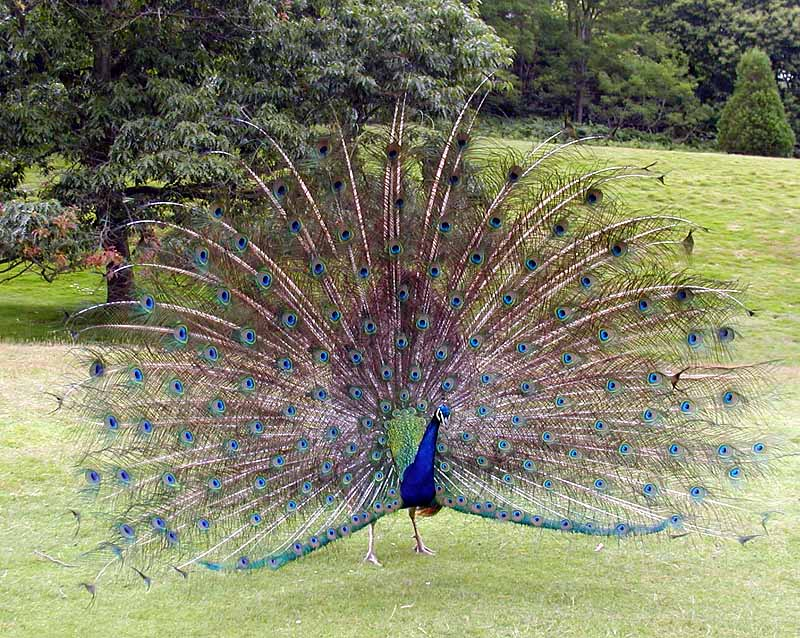
孔雀顯眼又花枝招展的尾羽，是性擇的代表性例證，一方面使牠容易成為被獵食的目標，另一方面又能夠吸引雌性。

「選擇」指所有會讓性狀影響子代數量的機制，包括影響存活率、求偶成功率、或生育力的機制。包括了“天擇”（自然選擇）與“性擇”（性選擇）。選擇可以再細分出天擇、性擇、人擇、族群選擇、親緣選擇等等，然而這些區分都只是人為的，其定義並不絕對，例如有些人將性擇和人擇視為天擇的特例，有些人則視它們為不同的機制。
由於各種基因的變異，使同一個族群中，不同個體的生存方式和繁殖方式有所不同，當環境發生改變，便會產生天擇作用。之所以稱為天擇，是因為這種選擇並非如基因漂變或基因突變一樣隨機，當環境改變發生時，將只有某些帶有特定特徵的群體能夠通過這些考驗。
性擇指某個個體因為比起其他個體擁有較高的繁殖機會，因此牠們的基因會被保留，使後代繼續保有相同的優勢。人擇指人類為了本身的生存或是喜好而對不同的基因變異進行篩選，通常發生在農業、畜牧業或是寵物的育種上。此外，優生學則是人類對人類所進行的篩選行為。不過人類事實上只是自然界的一部分，因此人擇與天擇並沒有明確的分別。

#### 基因流
基因流也稱為遷移（migration），當族群之間並未受到地理或是文化上的阻礙時，基因變異會經由一些個體的遷移，使基因在不同族群間擴散，這樣的情形稱為基因流。恩斯特·麥爾認為基因流類似一種均質化（homogenising）的過程，因此能夠抵銷選擇適應的作用。當基因流受到某種阻礙，例如染色體的數目或是地理的隔閡，便會產生生殖隔離，這是物種形成的條件之一。
族群中等位基因的自由移動，也受到族群結構的阻礙，例如族群的大小或是地理分布。雖然理想狀態中族群的生殖對象完全自由且完全隨機，但是現實世界中並非如此，因此地理上的親近程度會對這些基因的移動造成龐大的影響。而且當遷移數量較少的時候，基因流對演化的影響也較低。

#### 遺傳漂變
基因漂變指的是在因為每個個體的子代數量有隨機差異，而造成族群中等位基因頻率在每一個世代之間有所變化。當族群規模較大，基因漂變的程度會較低；當族群規模較小的時候，基因漂變的現象較為明顯。這種變化能夠以赖特-费舍尔模型（Wright Fisher）或其他數學公式表達。
當一個少數族群從原先族群之中分離而出，且兩者的基因頻率有所不同，若是分離而出的少數族群與原先族群的基因無法繼續交流，則兩者的基因頻率將漸行漸遠。這種現象稱為創始者效應。例如從德國遷移到美國的阿米什人，起源大約仅有200人，且习惯族内通婚。這個族群的埃利偉氏症候群出現頻率較其他族群高。

## 影響

### 適應
在天擇的作用影響之後，生物能夠更加適應它們所處的環境。只要是能夠使個體擁有更大生存優勢的過程，都可以稱為適應。不過需要注意的是，適應並非放諸四海皆準，在一個環境中擁有優勢的特徵，可能會在另一個環境中成為缺陷，這種現象也能解釋為何演化並沒有任何預設方向和目的，只有適應或是不適應。
即使“進步”在演化過程中並非必要，但是物種之間的競爭關係，仍能使物種在最基本的環境適應之外，進行更進一步的變化。這些競爭類似人類的軍備競賽，且能夠依照物種的關係而分成兩類。一種是不對稱竞争，指物種受到不同條件的選擇，如掠食者與獵物的關係；另一種是對稱竞争，指物種受到相同的條件選擇，如森林中樹木對陽光的爭取。此外性擇也具有競爭的特性，有些物種在繁殖機會的競爭壓力之下，會逐漸發展出相當奇特的外觀或行為，例如鮮豔羽毛與吞食異性。

### 物种形成

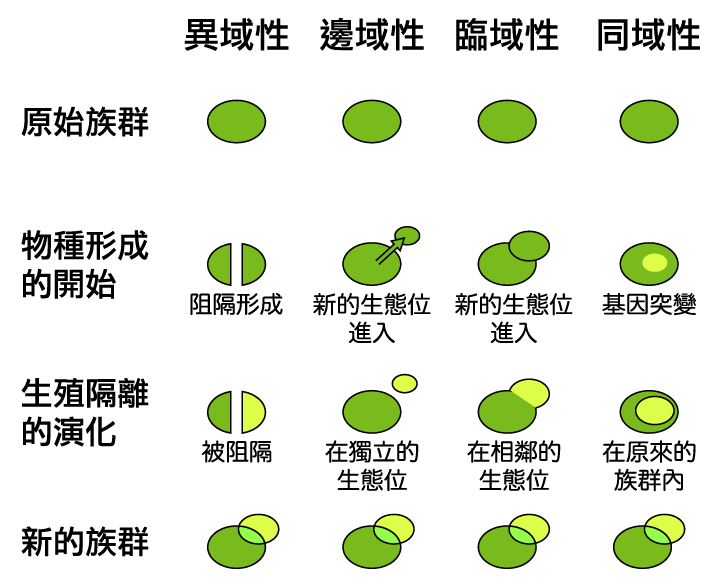
四種物種形成過程的比較圖

物種是指一群可以互相進行繁殖行為的個體。當一個物種分離成各個交配行為受到阻礙的不同族群時，再加上突變、遺傳漂變，與不同環境對於不同性狀的青睞，會使變異逐代累積，進而產生新的物種。生物之間的相似性顯示所有已知物種皆是從共同祖先或是祖先基因池逐漸分化產生。
物種形成受到許多類型的機制影響，主要可以分成2種類型。一種是異域性物種形成（allopatric speciation），發生在族群受到地理隔離，而形成新物種的情況。例如大峽谷兩側的松鼠，由於峽谷地形的阻隔，形成兩個物種。不過地理隔離並不一定會使物種分化，當兩個物種再度接近，有可能會產生雜交。例如台灣的白頭翁與烏頭翁，原本受到山脈阻隔而發展出不同型態，近年來純種烏頭翁卻逐漸與白頭翁交配而減少數量。同域性物種形成（sympatric speciation），是指新物種與固有物種在相同地區生存，却因為繁殖或溝通等行為的差异而產生生殖隔離。例如，印尼一種蝙蝠由於聲音不同，而產生三個從未雜交的族群。
另外還有兩種較特殊的物種形成方式。近域性物種形成（peripatric speciation）介於異域性與同域性之間，指物種原先受地理隔離，之後因族群擴大而與固有物種接觸，卻已經形成兩個物種。邊域性物種形成是由恩斯特·麥爾所提出，這種理論同時支持了疾變平衡理論，且與創始者效應有關，是小族群作為演化關鍵的例子。邻域性物種形成（parapatric speciation）指物種雖然生存在相連的區域，但是因為交流的困難而產生新物種。最著名的現象是環狀物種（ring species），例如北極圈周圍的黑脊鷗（Larus argentatus）。

### 滅絕

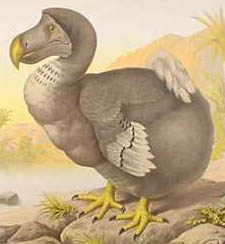
最知名的已滅絕動物之一，渡渡鳥

滅絕指物種或是某個分類上的族群消失，並減少生物多樣性。某一物種的最後個體死亡，就是物種滅絕的時刻，即使滅絕前就已經失去了任何繁殖的可能。由於物種的潛在範圍可能相當大，因此確定物種滅絕時刻相當困難。
演化並非一定幫助生物存活，有時也可能造成生物的適應度下降，最後造成滅絕。例如因為創始者效應或瓶頸效應。另一個例子是茄科植物的自交授粉造成繁殖率提高而演化出來，但是自交又造成不良突變累積，無法透過重組去除，而產生較高的滅絕率。
地球上曾經有過多次大規模的滅絕，其原因大多是因為環境，尤其是氣候的大幅改變。其中最嚴重的5次，分別是奧陶紀後期（4億4千萬年前）、泥盆紀後期（3億6千萬年前）、二疊紀後期（2億5千萬年前）、三疊紀後期（2億0千萬年前）與白堊紀末期（6千6百萬年前）。其中二疊紀後期的二疊紀滅絕事件，大約95%的海洋生物與70%的陸地動物消失。白堊紀末期的白堊紀滅絕事件，則因為恐龍的滅絕而著名。

## 演化的證據
演化的證據可以在系統分類學、生物地理學、比較解剖學、比較胚胎學、古生物學、分子生物學等領域找到。另外演化也可以用來解釋抗藥性、反祖現象、癌症、馬島長喙天蛾等等。

### 生物相似性和多元性
生物的多樣性和一致性是可以用演化論解釋，而智慧創造或直接神創則難以解釋這些現象。生物之間的同源特徵是演化的證據。因為所有的生物都有共同祖先，所以即使是外觀差異非常大的生物，仍然可以在分子生物學、比較胚胎學和比較解剖學上找到相似性。演化也可以解釋為什麼地球上會有這麼多種生物：適應不同棲位。在生物地理學上，相近區域的生物往往在分類學上非常相近，顯示出單一物種的輻射演化，而不同地點的生物也可能在類似的環境帶有類似的構造，顯示出趨同演化。源於最近的共同祖先的共同性狀在物種之間更相似，包括共同的DNA序列，可以作為進化關係的依據，建立生命之樹（系统发生学）。

### 演化歷史的證據
雖然演化有很大部份發生在久遠的過去，但是經由痕跡器官、過渡化石、反祖現象和種系發生學重建一個種系或生物器官的演化歷史，可以證明過去的生物和現在的生物都經歷漸變的演化。

### 演化論的預測和應用
演化論是可以用來預測或實際應用的，例如細菌的抗藥性演化、馬島長喙天蛾的發現都是演化論預測到的；癌症治療和基於流行病學的公共衛生政策也常用上演化論。這些預測和應用顯示演化論是正確的。

## 生命起源與演化歷程

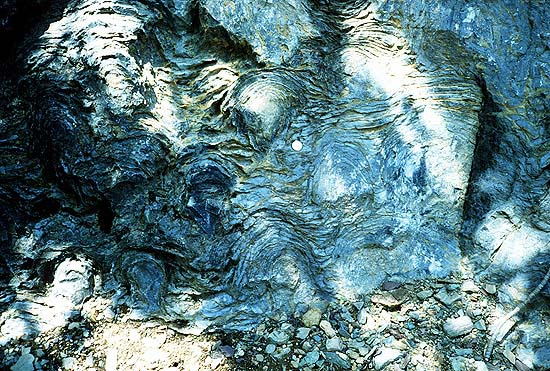
位在美國冰川國家公園的前寒武紀疊層石，可能是已知最早的生命化石紀錄。

對於最初始的生命起源，目前尚未明瞭。因為這段過程牽涉到太陽系與地球的形成過程，所以對於生命起源的研究，許多是來自物理學與化學。例如1952年的米勒-尤里實驗中，史丹利·米勒與哈羅德·尤里以氨、甲烷、氫氣、氰酸與水等分子，模擬地球的原始狀態，並首次在實驗室中製造出生物的最基本物質。而近年的研究發現，作為氨基酸原料的有機分子，有可能是來自太空中，或是海底火山。
而關於包括遺傳物質在內的有機分子演化過程，現在科學家一般認為核糖核酸比蛋白質與脱氧核糖核酸更早出現，之後出現類似反轉錄酶的蛋白質，最後才有脱氧核糖核酸，不過這些理論的證據並不多。脂肪酸的出現則構成了原始的細胞膜，之後經由內共生等過程，形成最早的單細胞生物。
在演化過程中，有許多關鍵性的生物分化，配合地質年代與演化歷程，能夠歸納出演化時間表。2015年一項在西澳的古老岩石進行的研究中發現41億年前「生物曾經存在的行跡」。原核單細胞生物則出現在33億年前。到了18.5億年前，才出現最早的真核單細胞生物。16億年前真核藻類出現。6.65億年前動物出現。再此之前的年代稱為前寒武紀。
古生代是由5億4千1百萬年前到5億1千萬年前所發生的寒武紀大爆發開始，此時大多數現代動物在分類上的門已經出現。之後海中藻類大量爆发，而且植物與節肢動物開始登上陸地。最早的維管束植物在4億3千9百萬到4億9百萬年前出現。接著是有颌类與昆蟲的出現。3億5千9百萬年前到3億年前，維管束植物開始發展成大型森林，同時最早的種子植物與羊膜动物出現，並由兩棲類支配地球。最後羊膜动物開始發展，並分化出一支類似哺乳類的合弓纲支配地球，隨後發生二疊紀滅絕事件，古生代結束。
中生代開始於2億5千百萬年前，這時羊膜动物的另一支蜥形纲以及裸子植物逐漸支配地球。1億4千5百萬年前到6千6百萬年前，開花植物出現，最後中生代結束於白堊紀滅絕事件。
6千6百萬年前之後則稱為新生代，哺乳類、鳥類與能夠爲開花植物授粉的昆蟲開始發展。開花植物與哺乳動物在這段時間取代了裸子植物與爬蟲類，成為支配地球的生物。可能是人類祖先的類人猿出現在360萬年前，直到10萬年前，現代人才誕生。

## 現今的研究與應用
演化生物學是研究演化的主要學門，探討物種的起源和改變，以及物種之間的親緣關係。這些研究影響了傳統的分類學，並導致系統分類學的出現。演化發育生物學（evo-devo）比較不同動物在發育過程中的變化，由此探討它們之間的關係與演化過程。體質人類學專注於人類的起源與演化，並探討人種的差異，又稱為生物人類學。
爲了更深入研究演化過程與機制的細節，許多相關的分支學門產生。例如生態遺傳、人類演化、分子演化與種系發生。由於生物學是奠基在其他更基礎的自然科學之上，因此數學、統計學、物理學與化學對於了解演化機制也相當重要。例如爲基因流、基因漂變等現象提供數學模式的群體遺傳學，研究在演化動力影響下，等位基因的分佈和改變。
遺傳演算法則是應用演化與遺傳的各種機制，並結合電腦的運算能力來解決許多問題。應用的層面包含工程、設計與通訊科技等。

### 微觀演化與宏觀演化
演化生物學者有時會依據時間長短與差異程度，區分「微觀演化」（微演化）與「宏觀演化」（廣演化）。微觀演化指几個世代中，基因频率小范围的变化，例如現今世界各地人類的差異。宏觀演化指長時間的演化過程，例如人類與滅絕祖先或各種現存靈長類間的親緣關係。不過這只是為了研究方便所做的人為區分，並非生物演化在本質上存在的差異，像物種形成該放在哪一邊就沒有固定的分法。

### 演化速率
關於宏觀演化的過程，有許多不同的理論，主要是用來解釋化石紀錄中難以解釋的現象。傳統的觀念認為，許多微觀演化的累積，經歷足夠時間之後便形成新物種，這樣的理論稱為漸變論。而漸變論又有許多形式，例如由史蒂芬·古爾德與尼爾斯·艾崔奇在1972年提出的疾變平衡論。這種理論認為生物的演化歷史是許多走走停停的過程，在大多數時間並沒有太大的變化。而某些個體中存在關鍵基因（如同源异形盒），可能導致新物種迅速形成並大量繁殖，之後再恢復平衡。如此便能夠合理的解釋化石紀錄不平均的問題。其實古爾德經常以批判漸變論的姿態出現在大眾媒體，但是道金斯認為，疾變平衡論只是漸變論的一種形式。而極端的漸變論，認為演化過程是以等速進行，對於化石數量的不平均，則以「化石紀錄本身並不完整」來解釋。極端的漸變論，仍然經常使用在分子層次，並發展出分子時鐘的觀念。但是近年的研究發現，分子時鐘也並非等速進行，而是在不同物種或是不同年代具有不同的演化速度。且不同的研究中，對分子演化速率的推算差異相當大。
另外曾有一種源自托馬斯·亨特·摩爾根果蠅研究的突變論，認為物種只需要一個世代就能經由突變形成。在現代演化綜論後，演化生物學已經放棄此理論，只有少數特例符合此情況，例如蝸牛的左右旋、蟬的羽化時間、以及植物的多倍體可以在一兩個世代內因突變而造成生殖隔離，成為新物種。
另一個造成快速演化的是災變，例如火山爆發、隕石撞擊造成的大滅絕。

### 數學模式

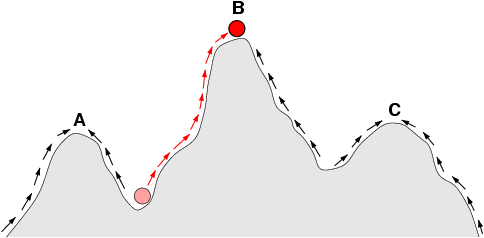
生殖成就空間一般會顯現出山峰與山谷，山峰顯示生物所能達到的最高生殖成就，山谷則顯示其區隔，解釋特徵差異的存在。生殖成就空間除了可以如此圖般以二維方式呈現，也可以三維方式表達。圖中直向為生殖成就，橫向為表現型變數。

生物的變異可以量化為數字，因此也能夠建立出數學模型。較早的數值分類學（numerical taxonomy）將生物的特徵量化為數字，並且依照這些數字進行分類，藉此找出牠們的親緣關係。
許多現在的科學家認為生物型體的演化，是源自於基因的變異（基因中心演化觀點）。而且由於基因突變具有一些規律性，因此複雜的演化過程，可以簡化成数学模型。早期的族群遺傳學家使用線性的模型，例如將為每一個對偶基因定下一個「天擇係數」，藉此估計此對偶基因在每一世代中的基因頻率。現今則多用非線性的方式分析，例如一種稱為适应度地形（或适应度景观）的曲面圖形，可以用來表達生物個體在繁殖上的能力，與其特徵之間的相關性。由圖形可以看出具有不同特徵的生物可能同時皆有較高的生殖成就。
由於這些生物的變異可以化成許多種不同的變數，因此數學上用來處理多維空間的技巧，便可應用在生物關係的分析。此外這些數學方法的優點是計算過程上相當精確，缺點是其正確性取決於人為的判斷與假設。

### 演化在社會行為研究領域的發展
有些演化研究專注在社會性生物上，稱為社會演化。例如漢彌爾頓提出親屬選擇，解釋利他行為與邪惡的存在。不久之後，艾德華·威爾森出版的《社會生物學——新綜合理論》，解釋了社會性生物的各種行為，並在最後討論套用在人類行為的可能性。
1976年，道金斯在《自私的基因》一書中，认为人类的文化也能以演化解釋。他根據基因（gene）这个词，將文化的演化单位称为迷因（meme、在中文也被音譯為迷米）。類似作為遺傳因子的基因，迷因為文化的遺傳因子，也經由複製（模仿）、變異與選擇的過程而演化。
社會生物學與迷因學的差異在於，社會演化仍然是一種基因中心觀點，以遺傳物質分子為天擇單位；而迷因學則是以非基因的文化為天擇單位。文化演化是目前最新的一波試圖重新用演化論的模型來研究人類文化的試驗。

## 社會觀點及影響
達爾文指出，人類是生物進化過程中的偶然產物，是大自然的產物。今天的一切生物都是人類的親屬，人類與其他生物特別是與類人猿並無本質的區別，我們認為人類特有的屬性——例如智力、道德等精神因素——都可在其他動物中找到雛形，也必定有其自然的起源。演化論推翻了人類自以為與眾不同的地位。人類和猿猴分享同一個祖先，這在當時的時空背景是很多人難以接受的。對於信奉基督教的人士而言，這一點更與聖經的創世故事有衝突。
演化論與字面解讀的《聖經．創世記》相衝突。演化論也導致一些以宗教觀點解讀演化論的理論出現。例如天主教，將其信仰與演化論調和為神導演化論。而除了傳統的創造論之外，也有一種稱為智慧設計的理論出現，是認為生物的出現必定受到某種智慧體的安排。
19世記的社會學和人類學者由演化論進一步發展出社會進化論和社會達爾文主義，並在20世記初被優生學和法西斯主義利用，衍生出種族主義、優生學與生育控制等。這類思想主要是起源於哲學家與政治人物對達爾文主義的借用，例如最早提出類似理論的赫伯特·史賓賽。而早期的演化學者中也有一些本身具有優生學與種族主義等思想，例如提出胚胎重演論的海克爾。雖然這些理論已被放棄，類似的論述至今仍出現在如達爾文獎等地方。

### 評論
英國生物化學家尼克·連恩在其獲得2010年英國皇家學會科學圖書獎的著作《生命的躍升》中說：「懷疑生物演化，就算本書某些細節也許未來被證明是錯的，就是......懷疑現實」。

### 誤解

諷刺漫畫反映了早期人們對於「人類與猿類具有共同祖先」這個觀念的抵触。

演化論有時被誤解為主張有些物種（如人類）比其他的物種更高級，甚至是演化的方向與目的所在。且認為演化的過程必定會使生物愈來愈複雜，或是進行與演化相反的退化。而現在的生物學家認為演化是沒有方向的過程，也沒有任何預先計畫的目標。雖然在已知的演化過程中，確實具有逐漸複雜的現象，但是依然有許多物種保持在較簡單的狀態，如細菌。因此複雜性可能增加也可能減少，或是維持不變，結果取決於天擇的機制。
有些人以為演化論在學界無共識、創造論和演化論一樣有效。如前總統曾在1980年的一場競選活動中表示：“演化是一個理論，只是一個科學理論，直到現在依然在科學界中受到挑戰，並且尚未被科學界認為絕對正確。”這類說法強調演化只是一個理論，所以並不是真實存在的事物。然而對科學家而言，理論並非與事實對立。事實是指經驗上所得的資料或數據，理論則是對事實的解釋與想法。里根更說，如果學校要教進化論，也要教聖經上對人類來源的解釋，「而近年來的發現，指出了進化論重大的破綻」。這正與事實相反。2005年美國總統布希公開贊成學校同時教授智慧設計論與演化論。批評者說：「喬治·布什可以證明，受過哈佛和耶魯教育，也影響不了一個人的頑固。」。
2005年的美國賓州多佛學區案中，法官判決學校在2004年開始教授的智慧設計論違反法律，其它學區因爲避免官司而從此放棄教授此論。。2010年，美國宗教學院定下指導方針，智慧設計論不應在科學課中教授，只可作爲文學或社會科學的課程。
物種形成有時候被認為是無法直接觀察的現象，並得出演化是不科學的結論。但是科學的發現不僅是經由可重複的實驗，均變說（uniformitarianism）使科學家得以用經驗來推論事物的原因。此外物種形成的例子也出現在植物。還有刺魚（stickleback）的外胚葉發育不全（ectodysplasin）等位基因，被用來當作研究基因轉變與物種形成的模型。有一種類似的觀點，認為微觀演化是可以觀察，而宏觀演化則無法觀察。但是由於宏觀演化的機制與微觀演化相同，所以宏觀演化事實上已經在微觀演化中被觀察。而且物種之間基因序列的比較，也顯示少量的遺傳變異，就可以導致外表相當大的變化。
有些人誤以為演化增加複雜性的情形違反了熱力學第二定律，即在一個孤立系統中，熵只會增加或是維持不變，可以使用的自由能應逐漸減少，最終反應逐漸趨於動態平衡。事實上生態系並非閉合系統，所有生態系中生物所獲得的自由能，都是來自太空中，尤其是太陽。太陽、地球與太空的系統並不違反熱力學第二定律，因為太陽與地球輻射所產生的自由能，遠超過生物演化所需。